# Biserica romano-catolică din Polonița

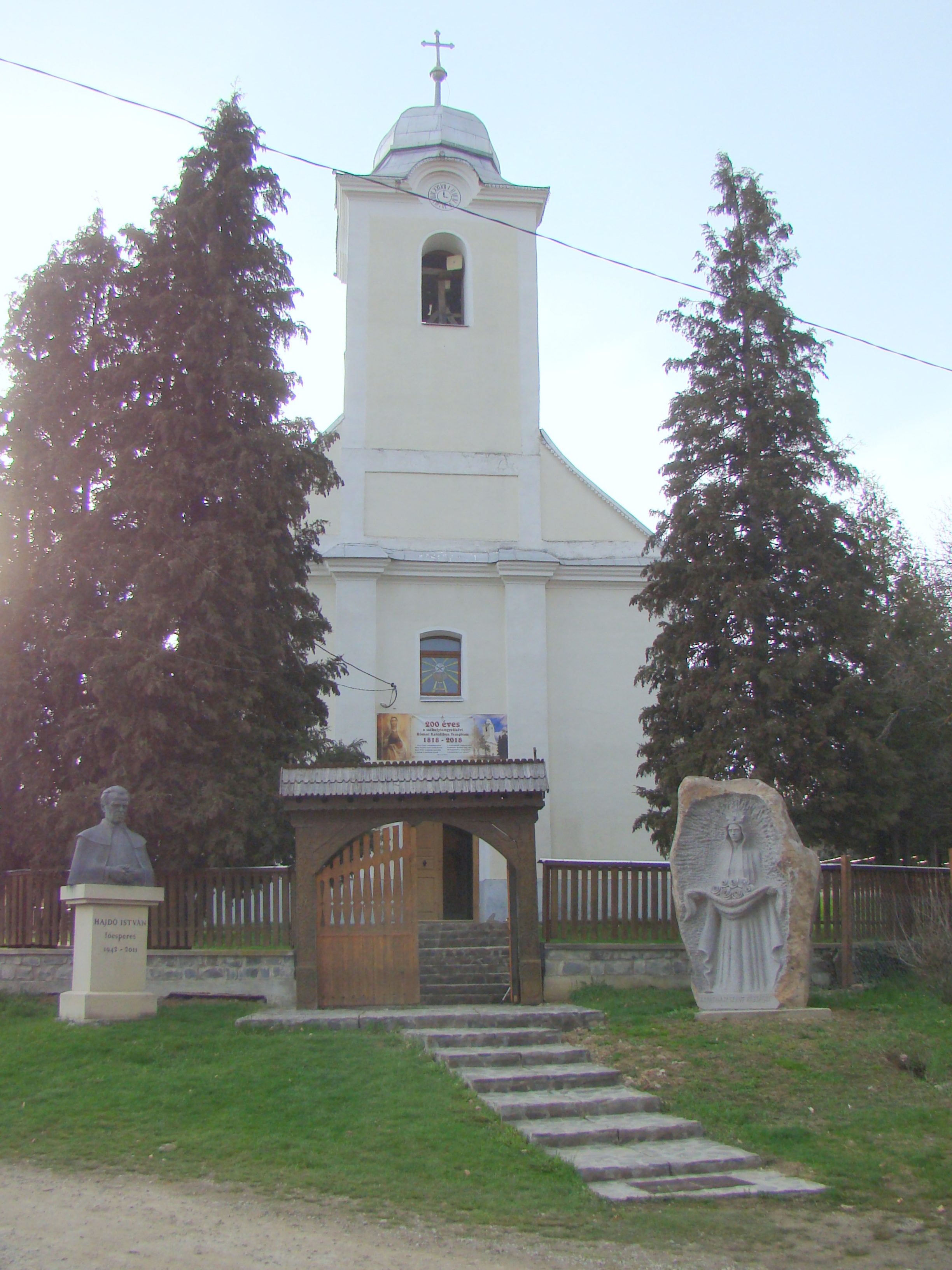
Biserica romano-catolică din Polonița (aprilie 2021)

Biserica romano-catolică este un lăcaș de cult aflat pe teritoriul satului Polonița, comuna Feliceni, județul Harghita. A fost construită în jurul anului 1800, înlocuind vechea biserică medievală.

## Localitatea
Polonița (maghiară Székelylengyelfalva) este un sat în comuna Feliceni din județul Harghita, Transilvania, România. Prima mențiune documentară este din anul 1505. Sat catolic pur în Evul Mediu, a rămas la fel până în zilele noastre. Este locul în care s-a născut scriitorul și etnograful Balázs Orbán, personalitate marcantă a secuimii.

## Biserica
Biserica medievală a fost construită în 1500, conform recensământului ecleziastic din 1776. Conform aceleiași surse, în 1629 bolta bisericii a fost înlocuită cu un tavan de scândură, a cărui inscripție era consemnată: „hoc opus factum in anno 1629, tempore Gabrielis Bethlen”. János Felvinczi, episcopul vicar de Alba Iulia, a sfințit biserica și cele două altare în 1533. Din cauza stării avansate de deteriorare a fost construită pe locul ei biserica actuală, terminată în anul 1802. A fost păstrat doar ancadramentul din piatră, în stil gotic, de la intrarea în sacristie.

## Vezi și
- Polonița, Harghita

## Imagini

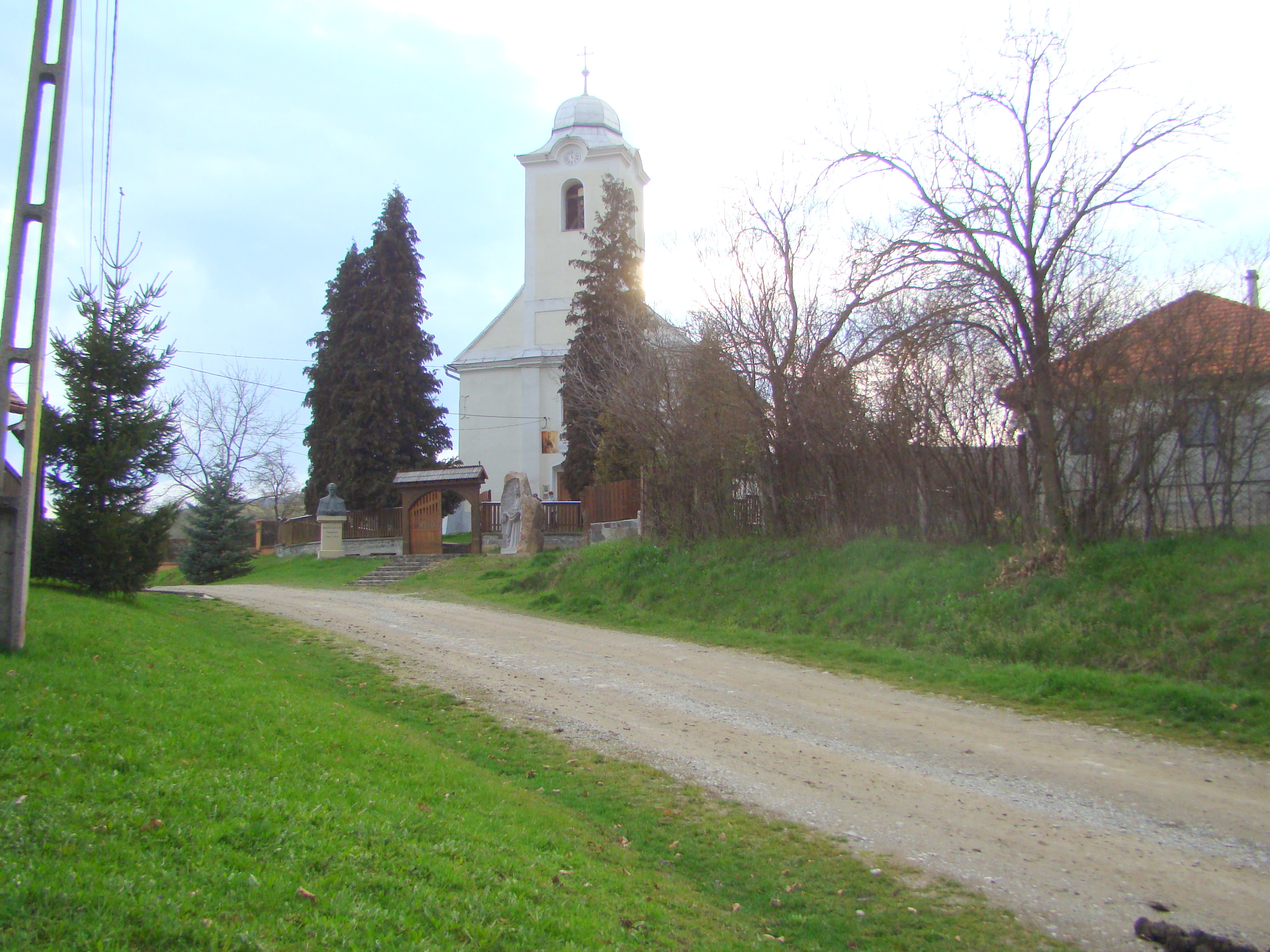
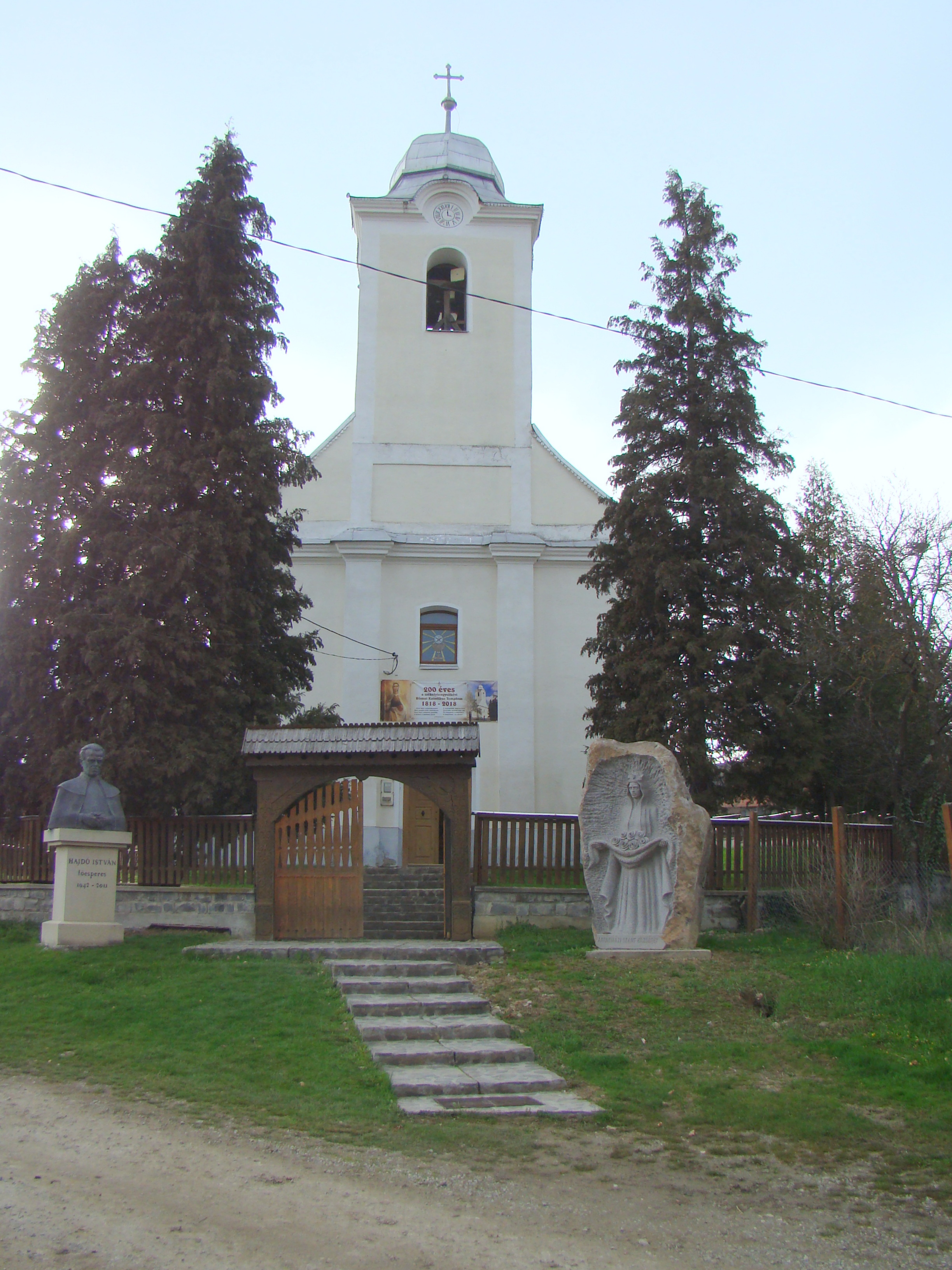
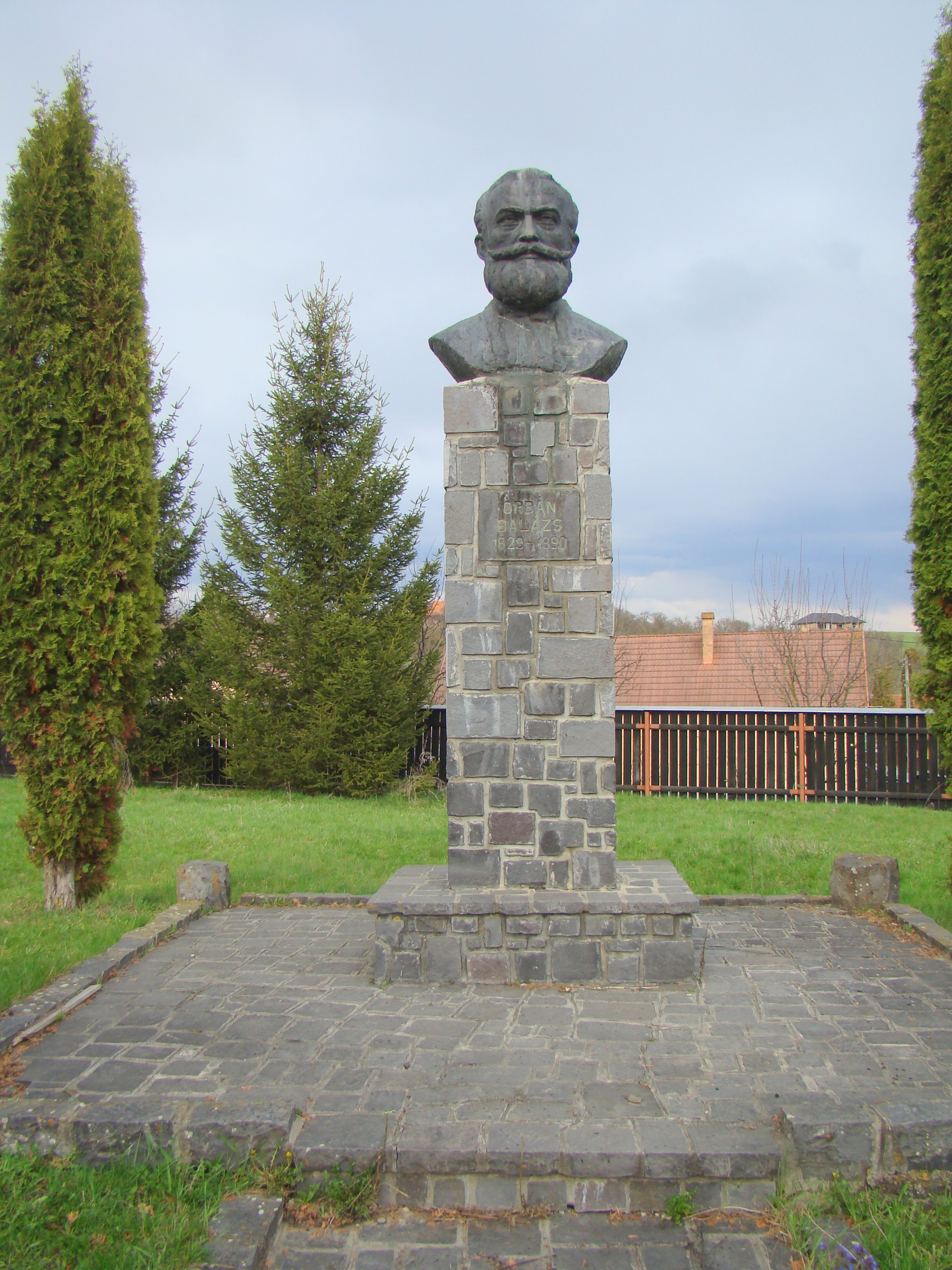
Bustul lui Balázs Orbán
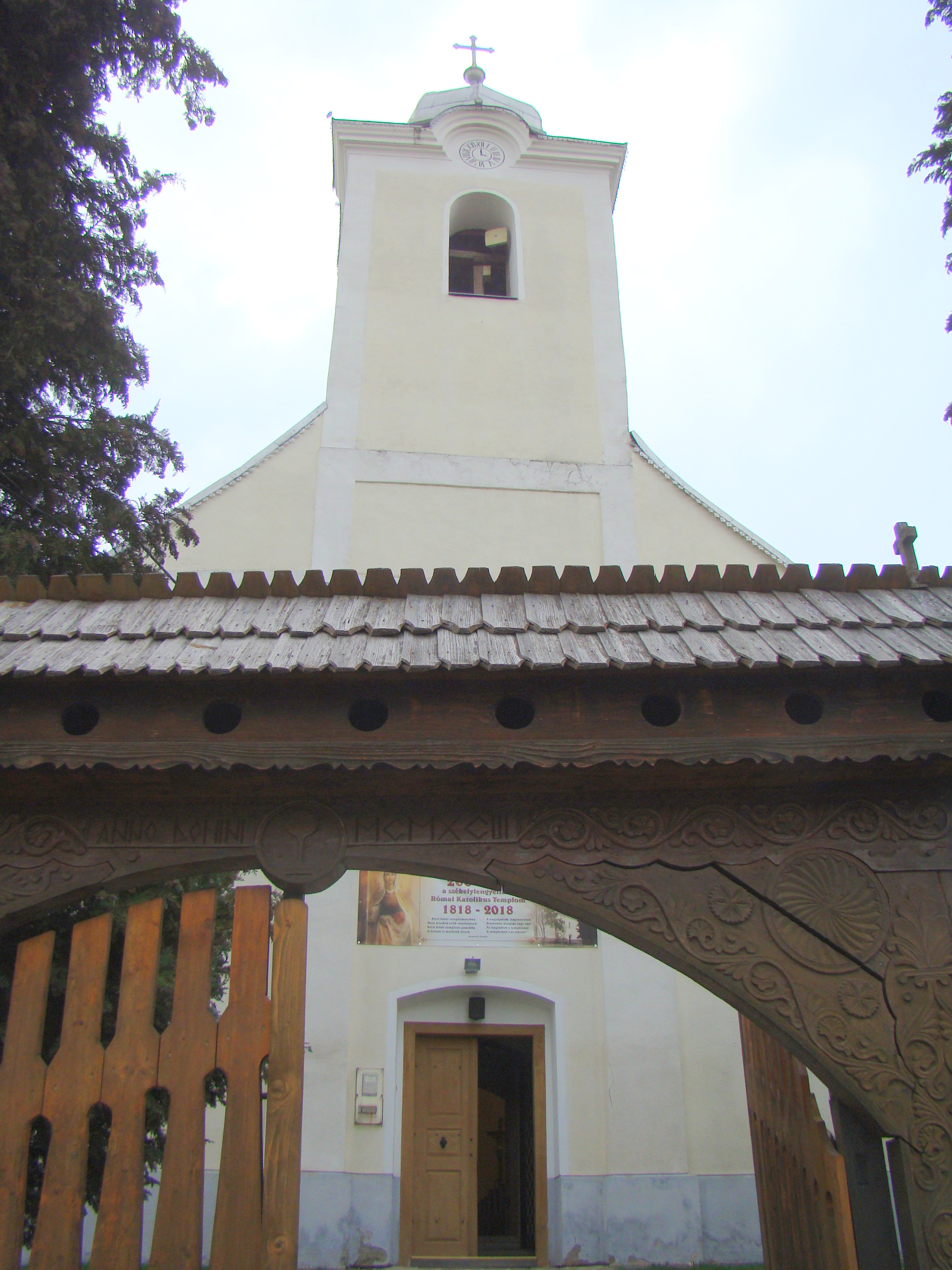
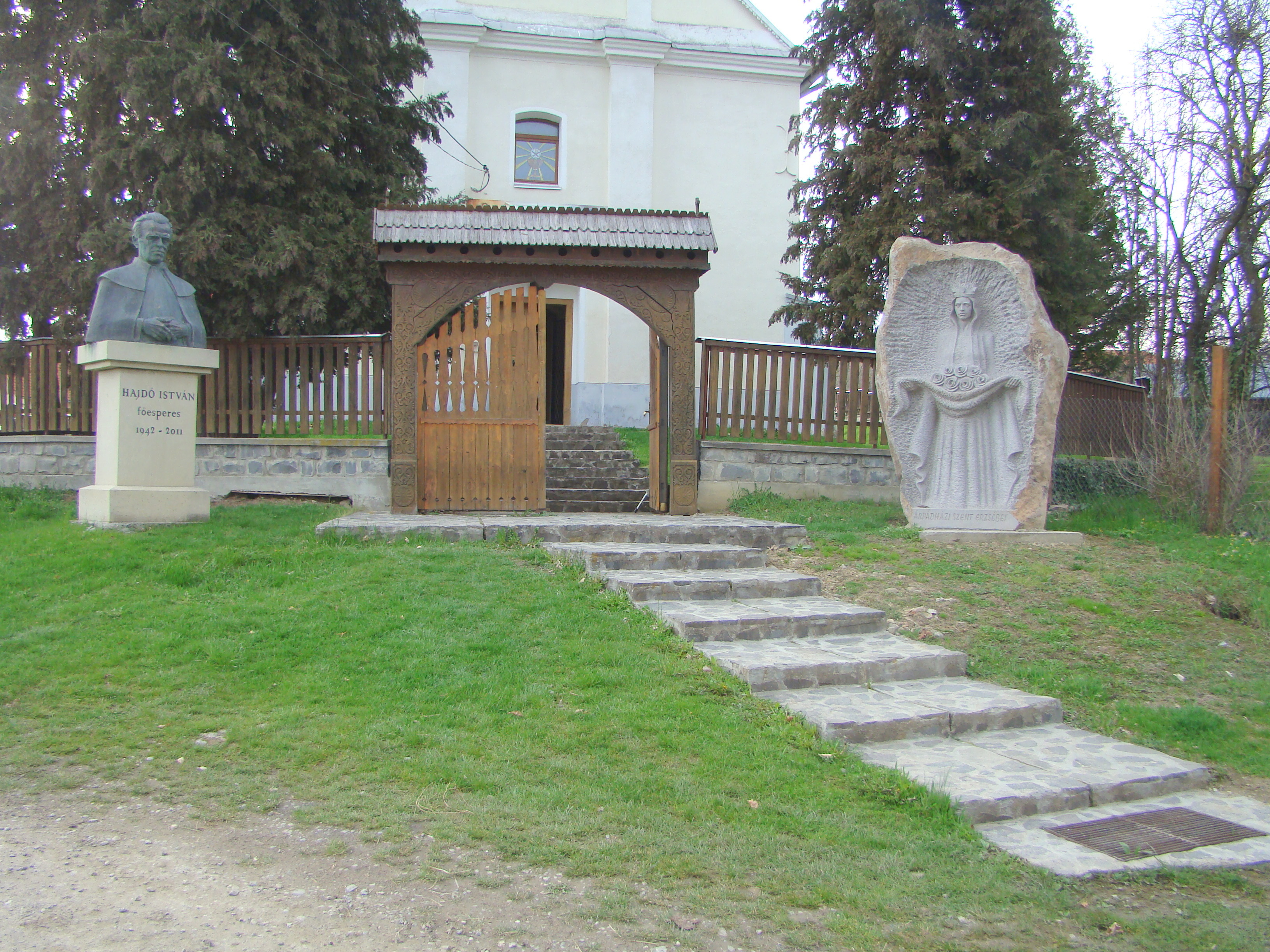
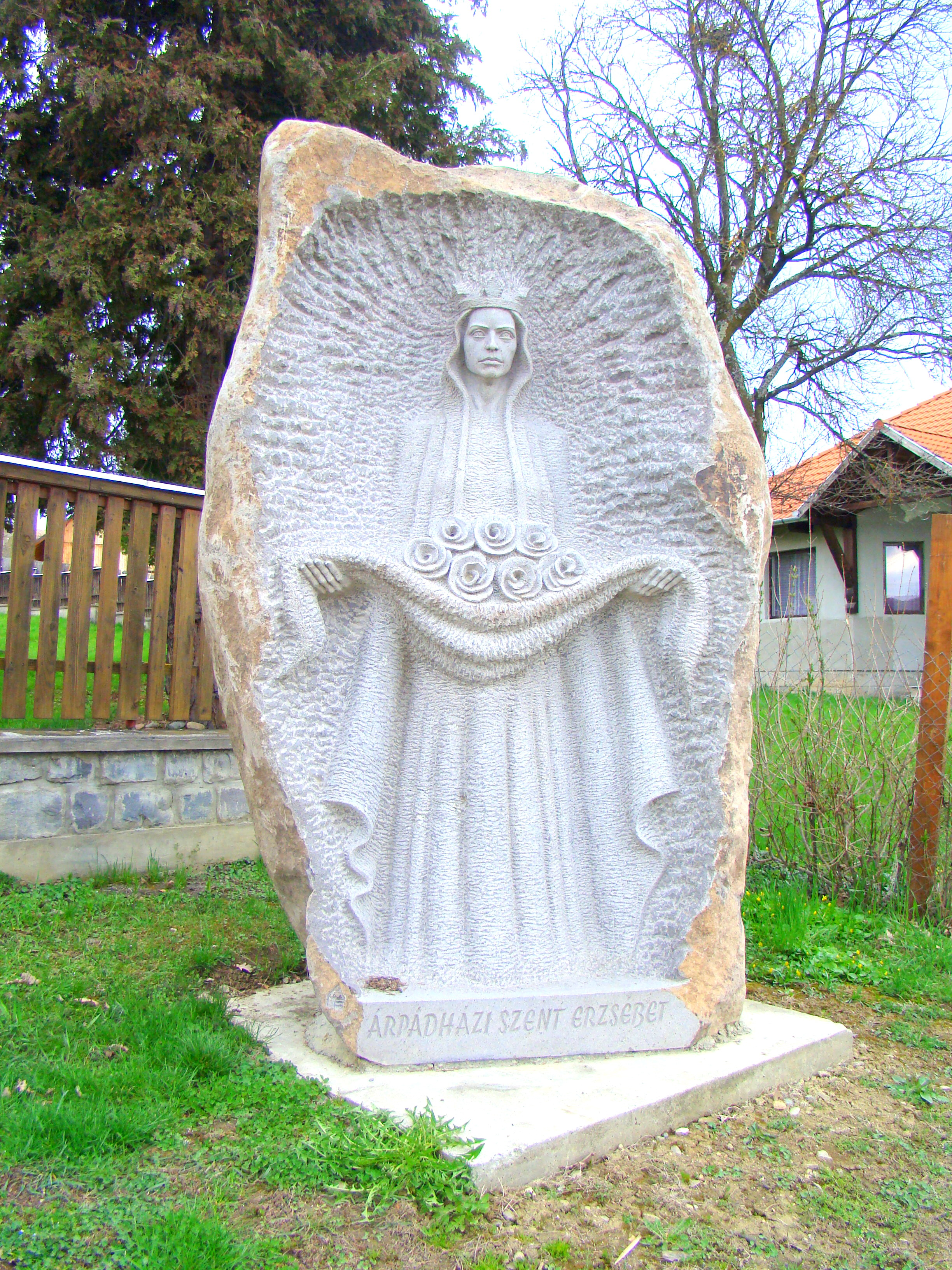
Statuie arătând-o pe Sf. Maria
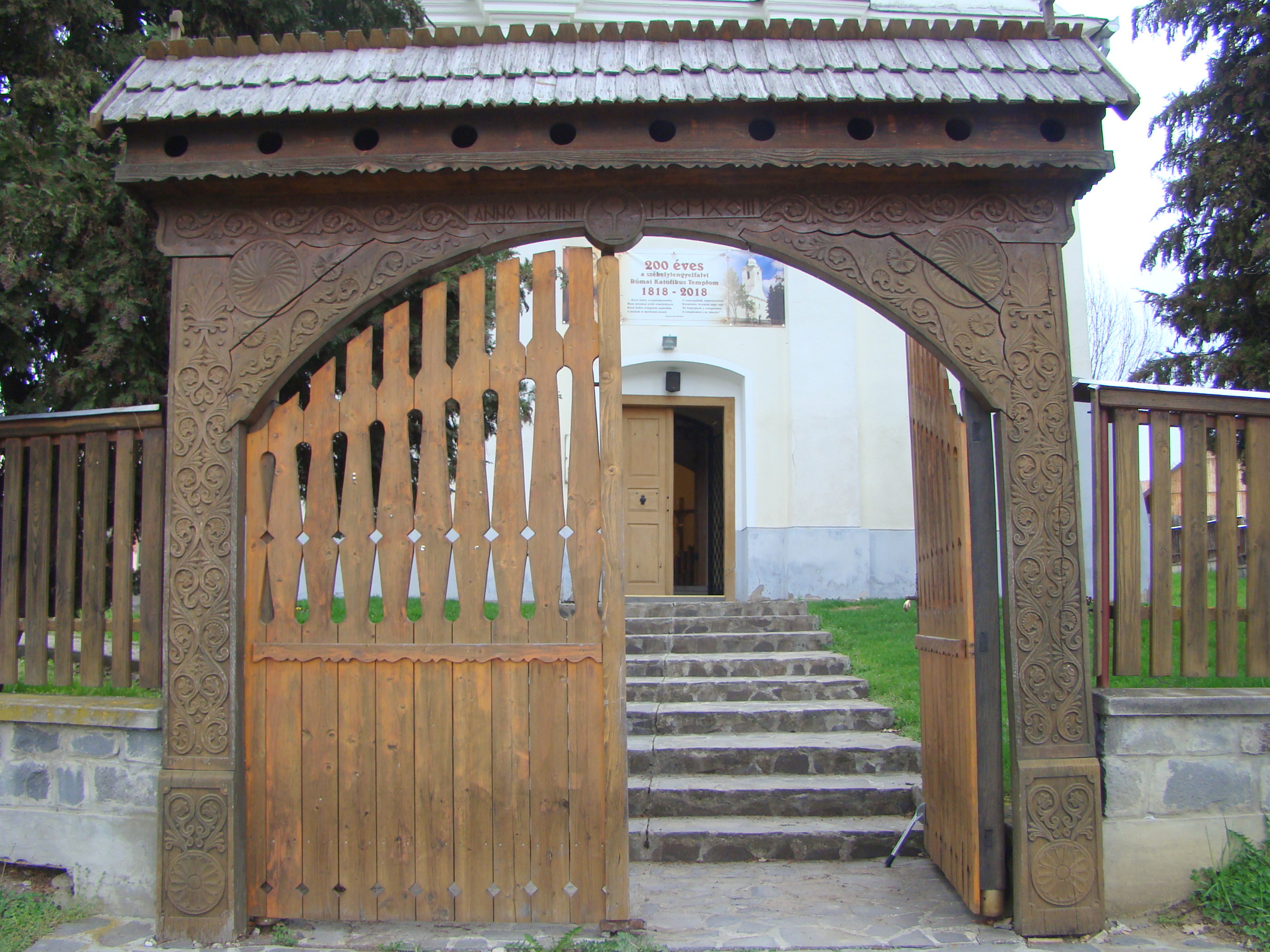
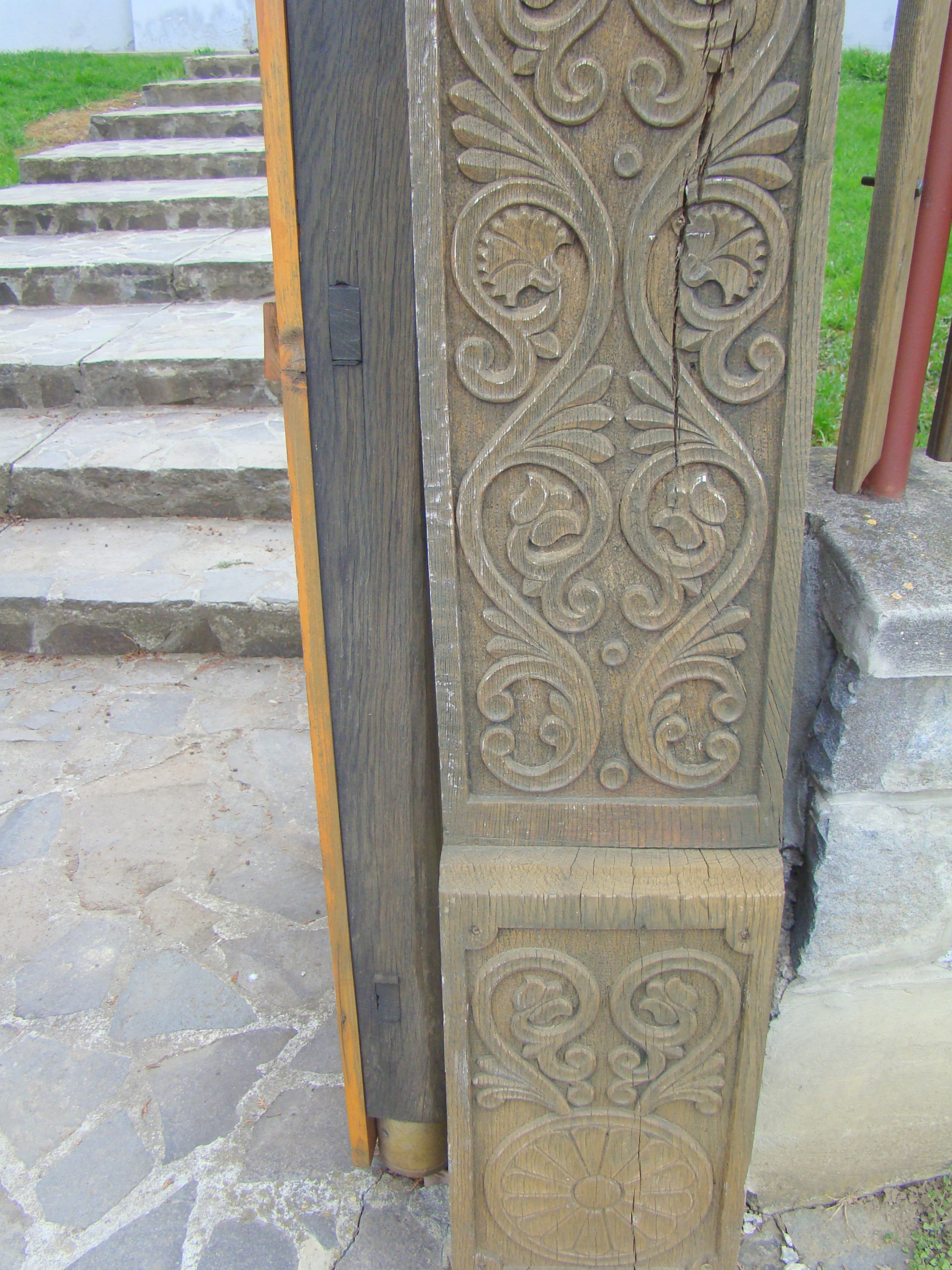
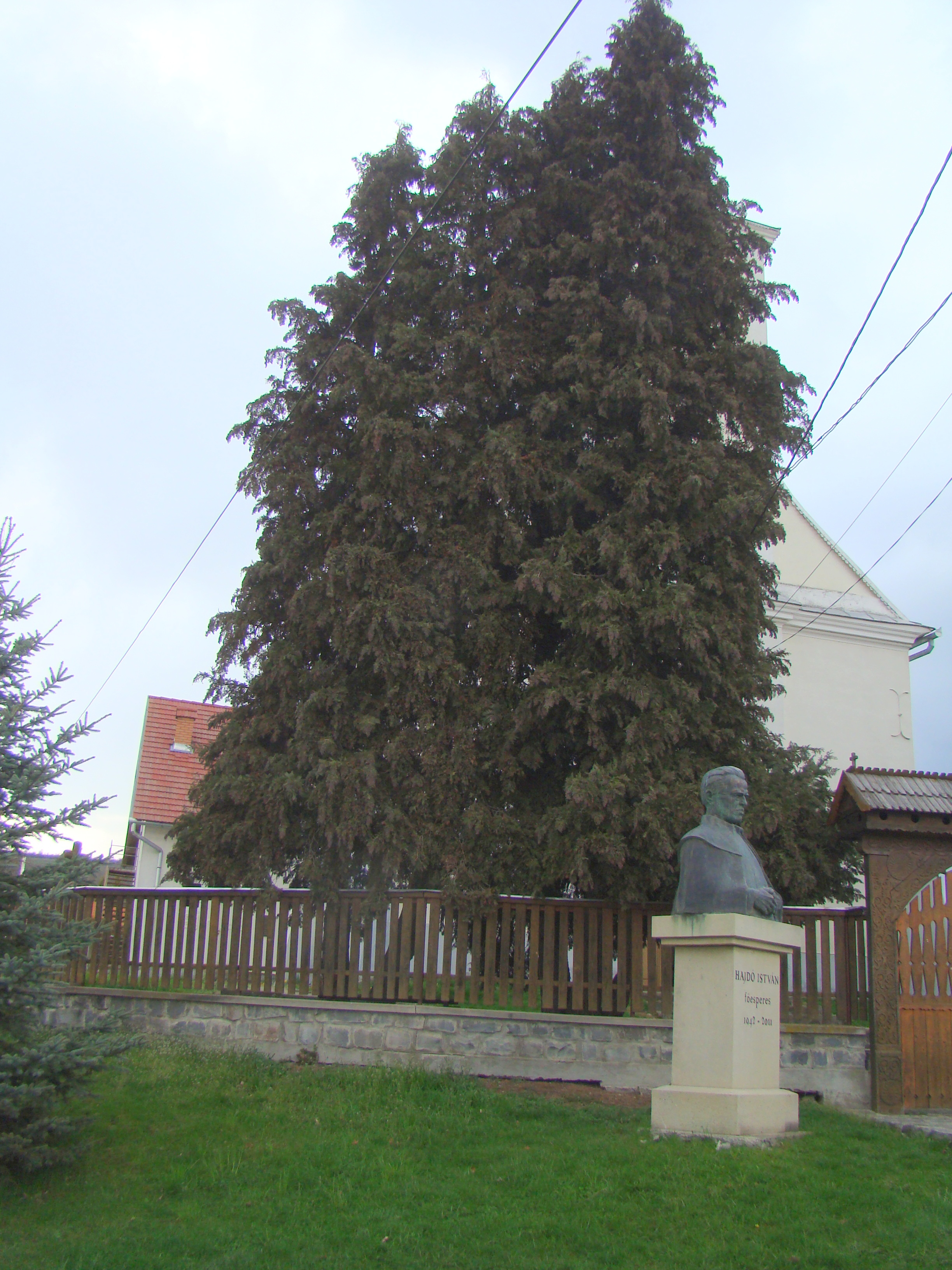
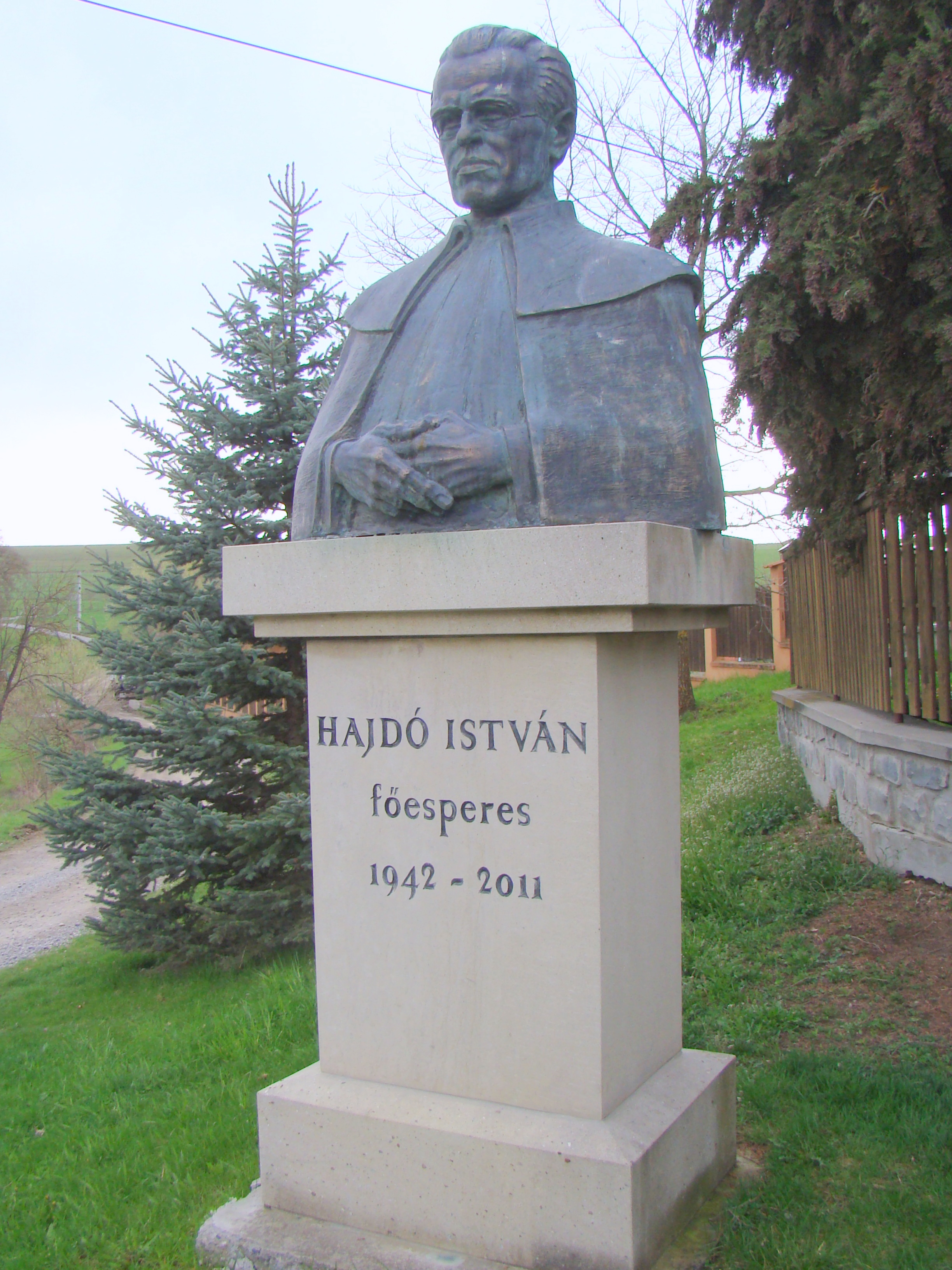
Bustul preotului Hajdó István
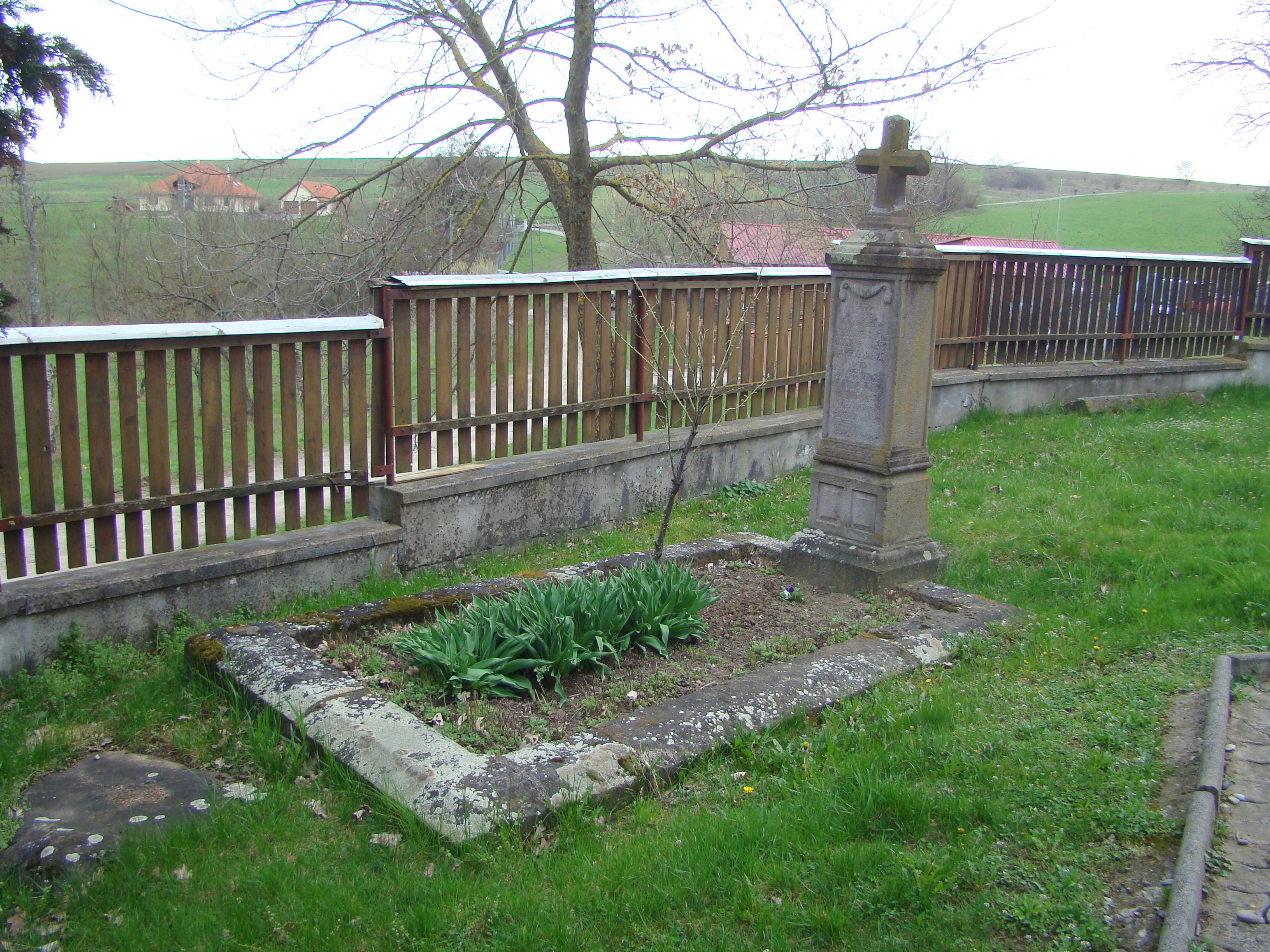
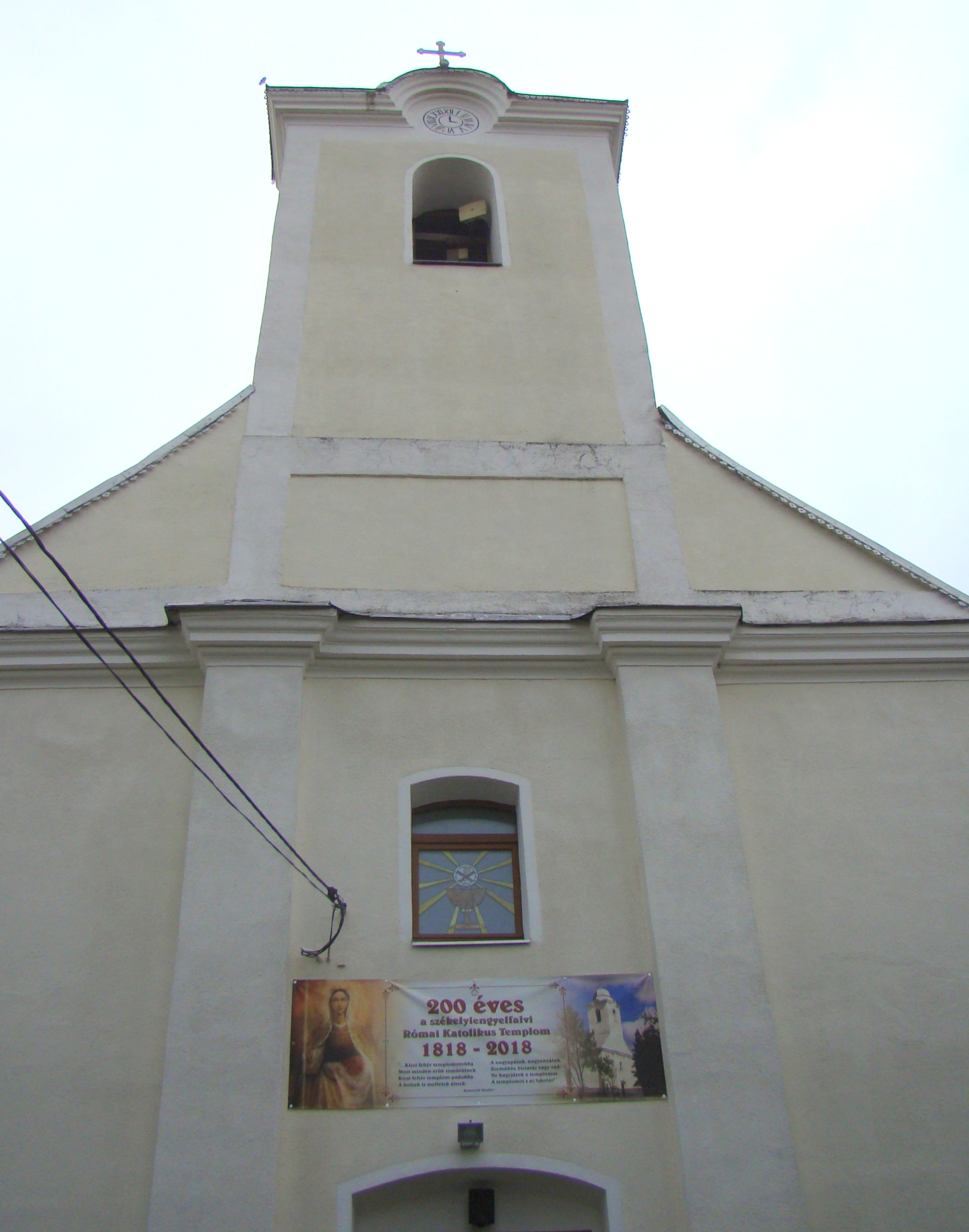
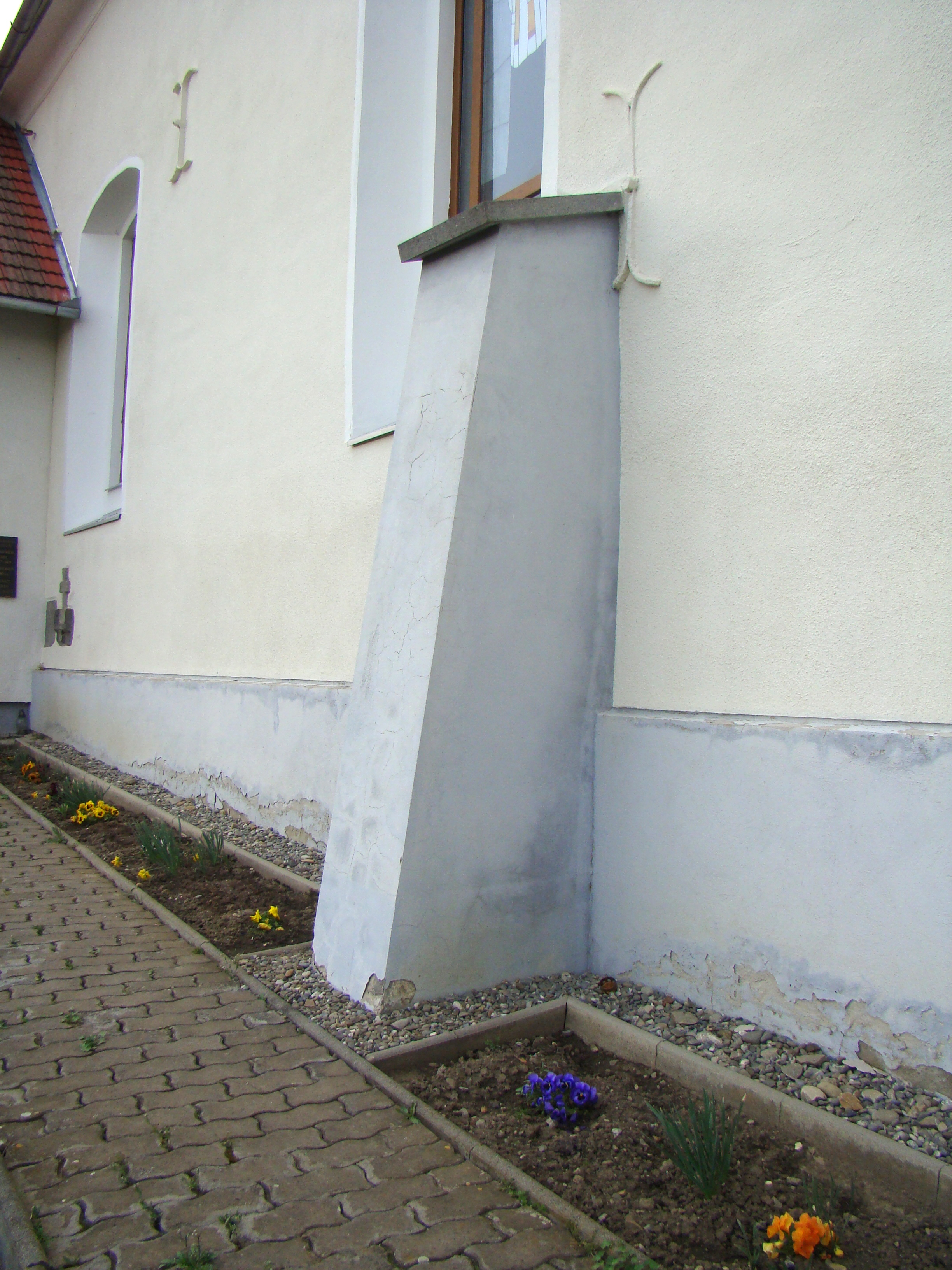
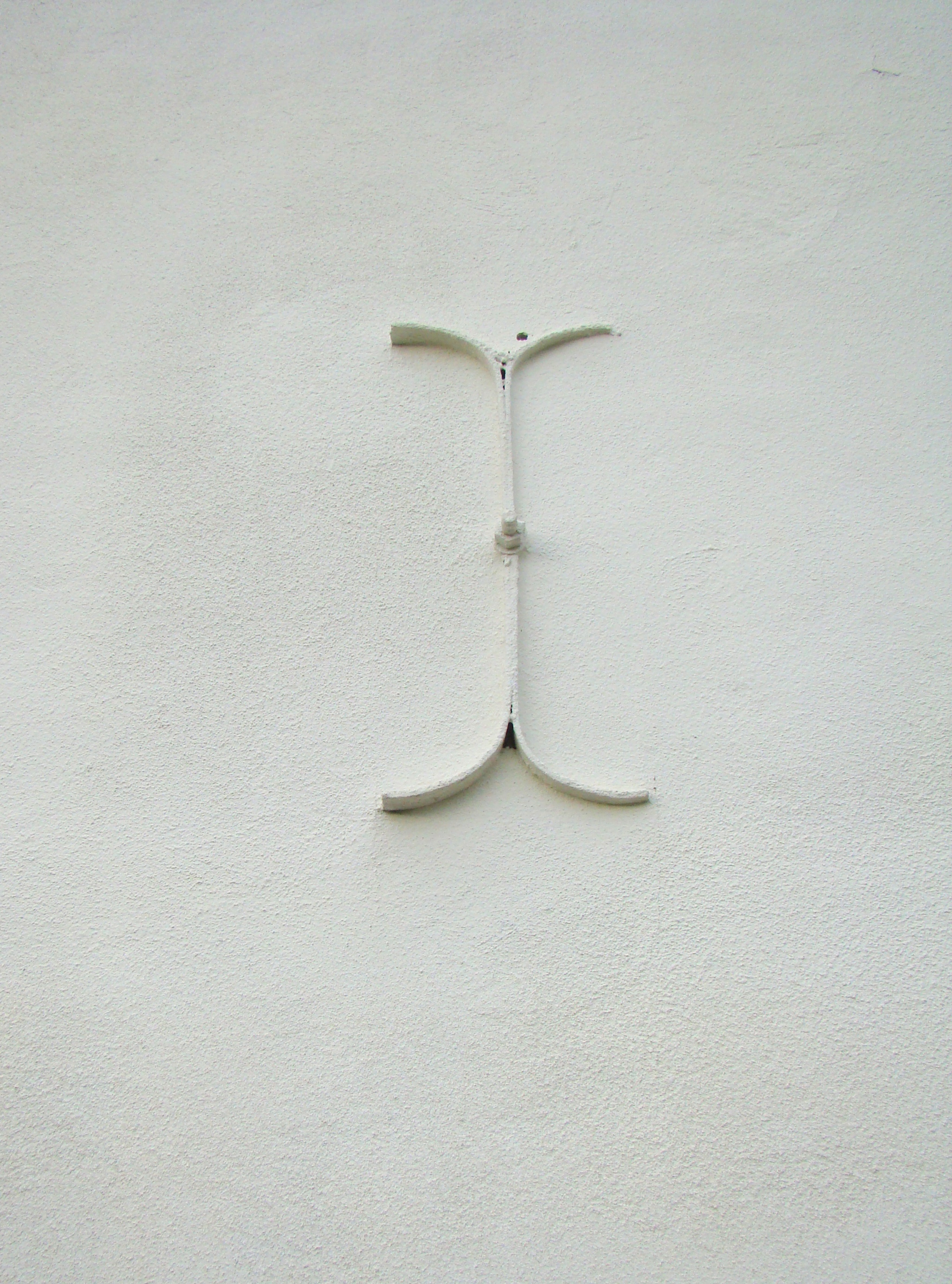
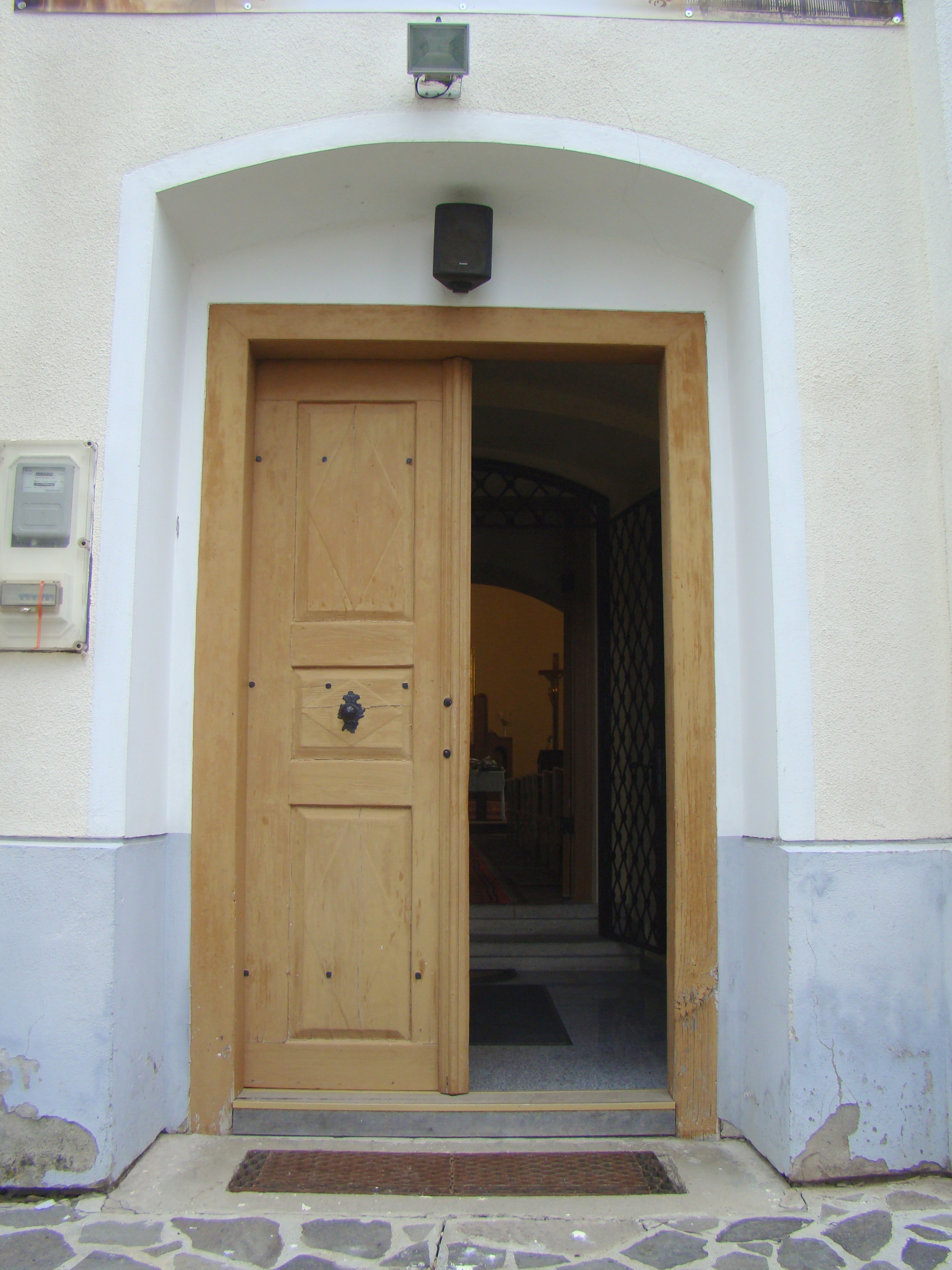
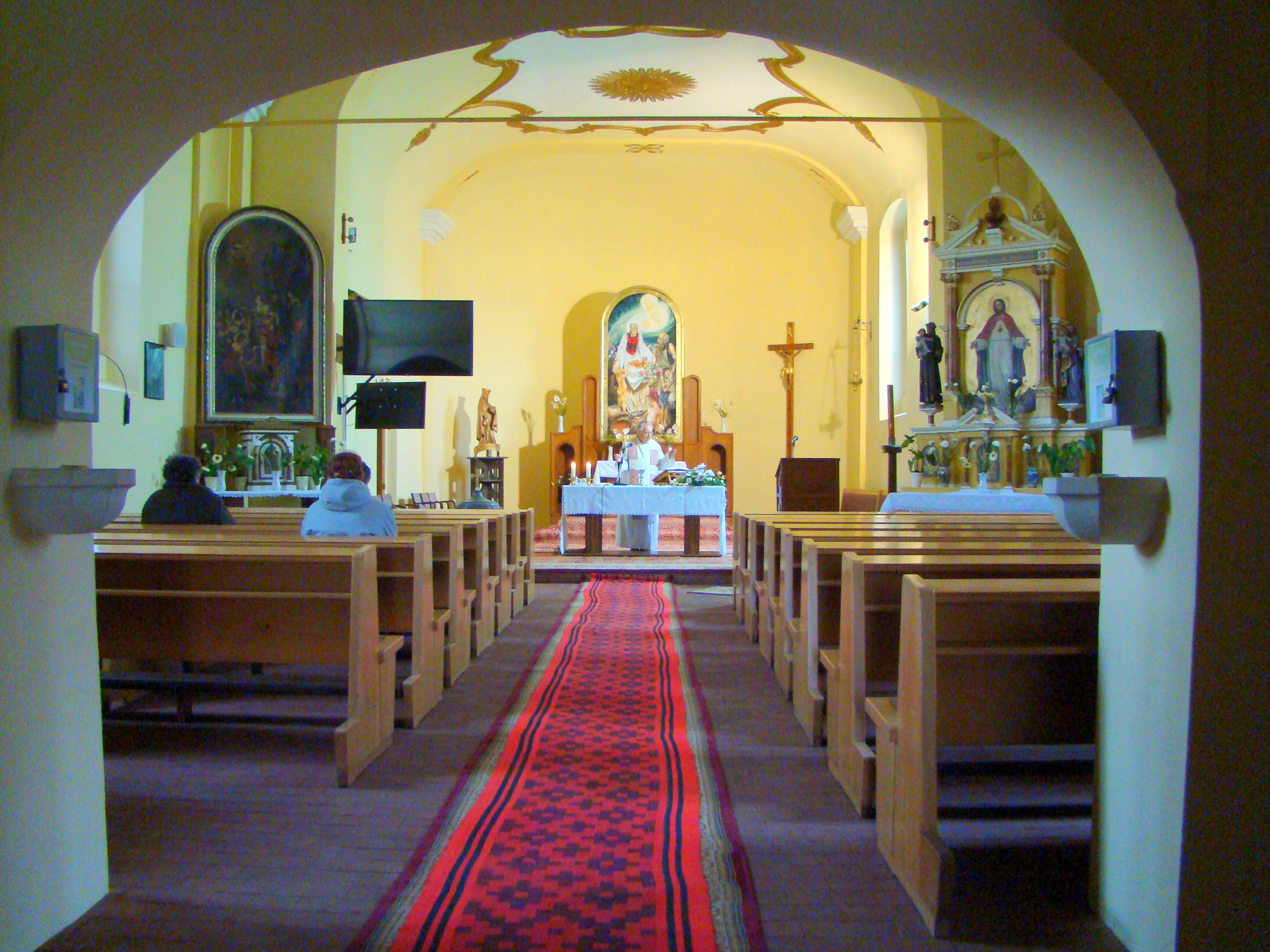
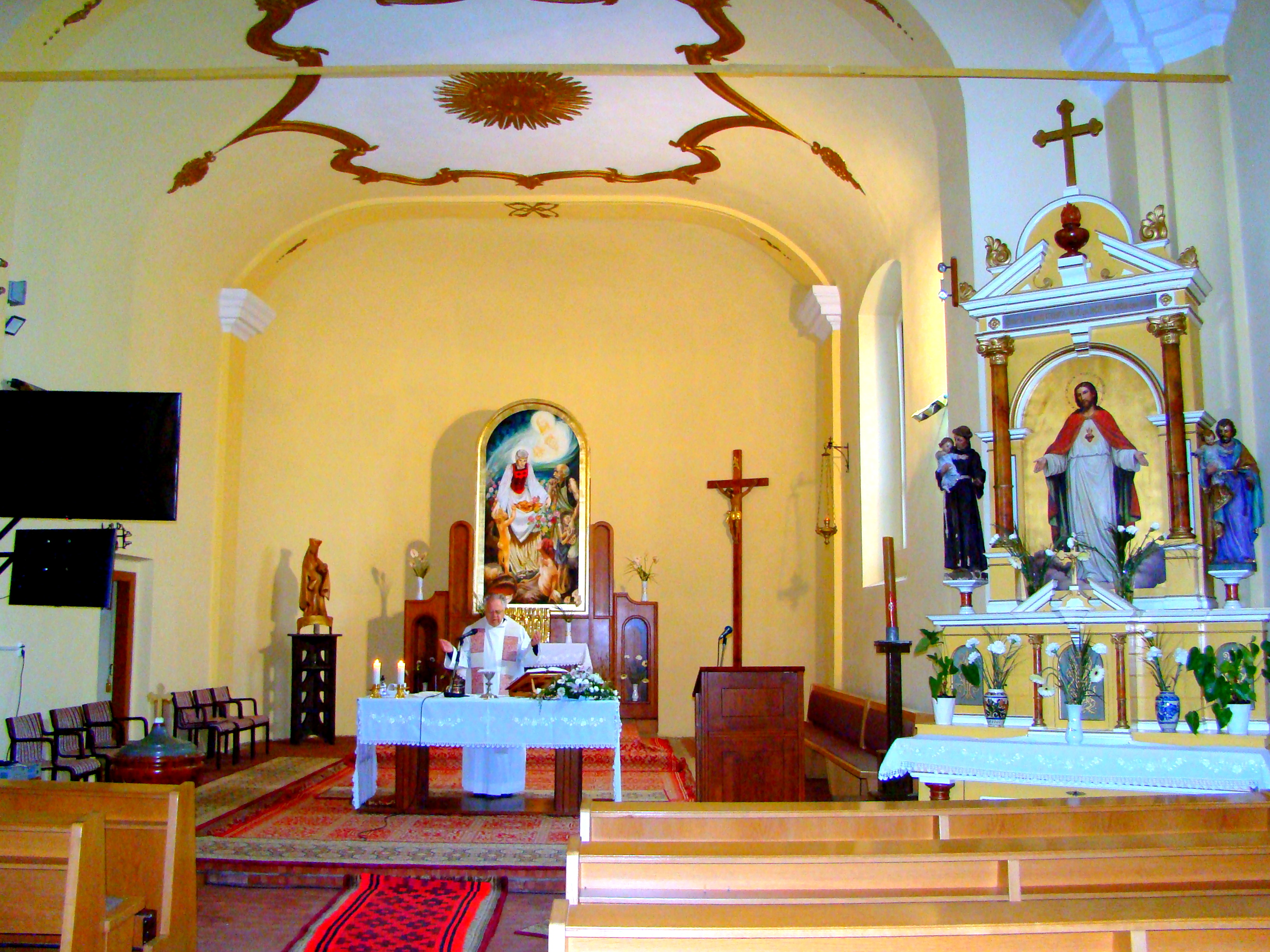
Preot catolic celebrând liturghia
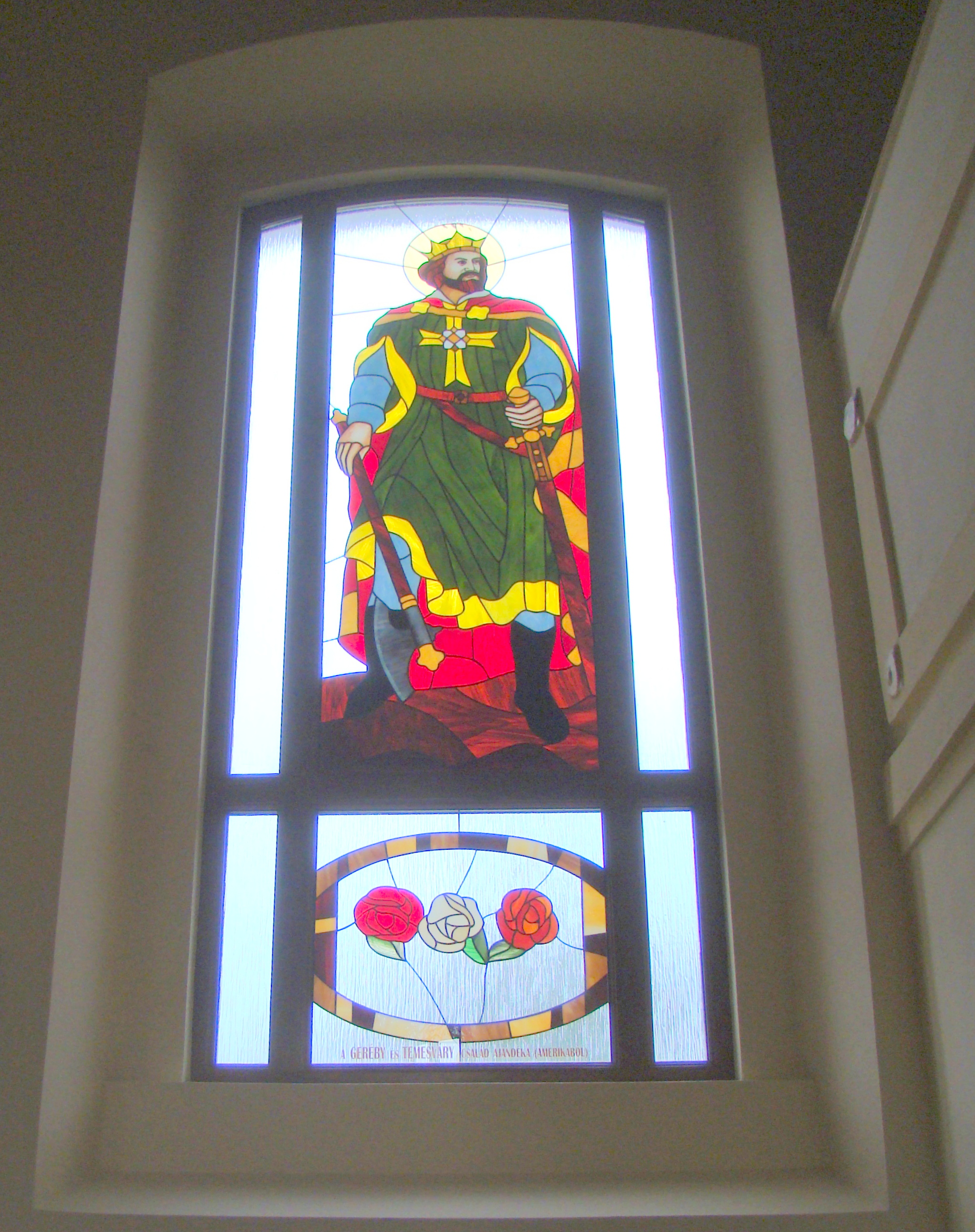
Vitraliu arătându-l pe Sf. Ladislau
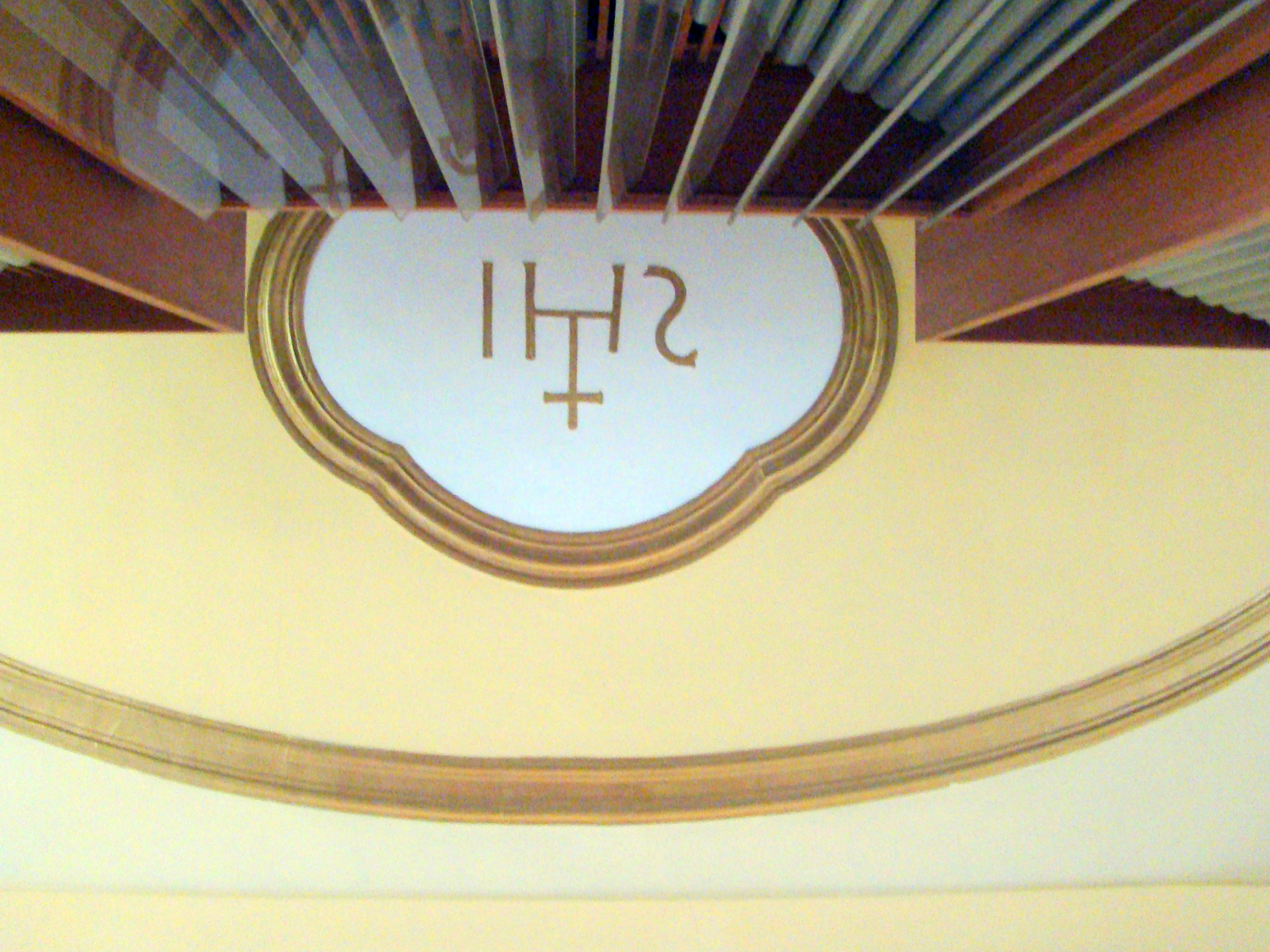
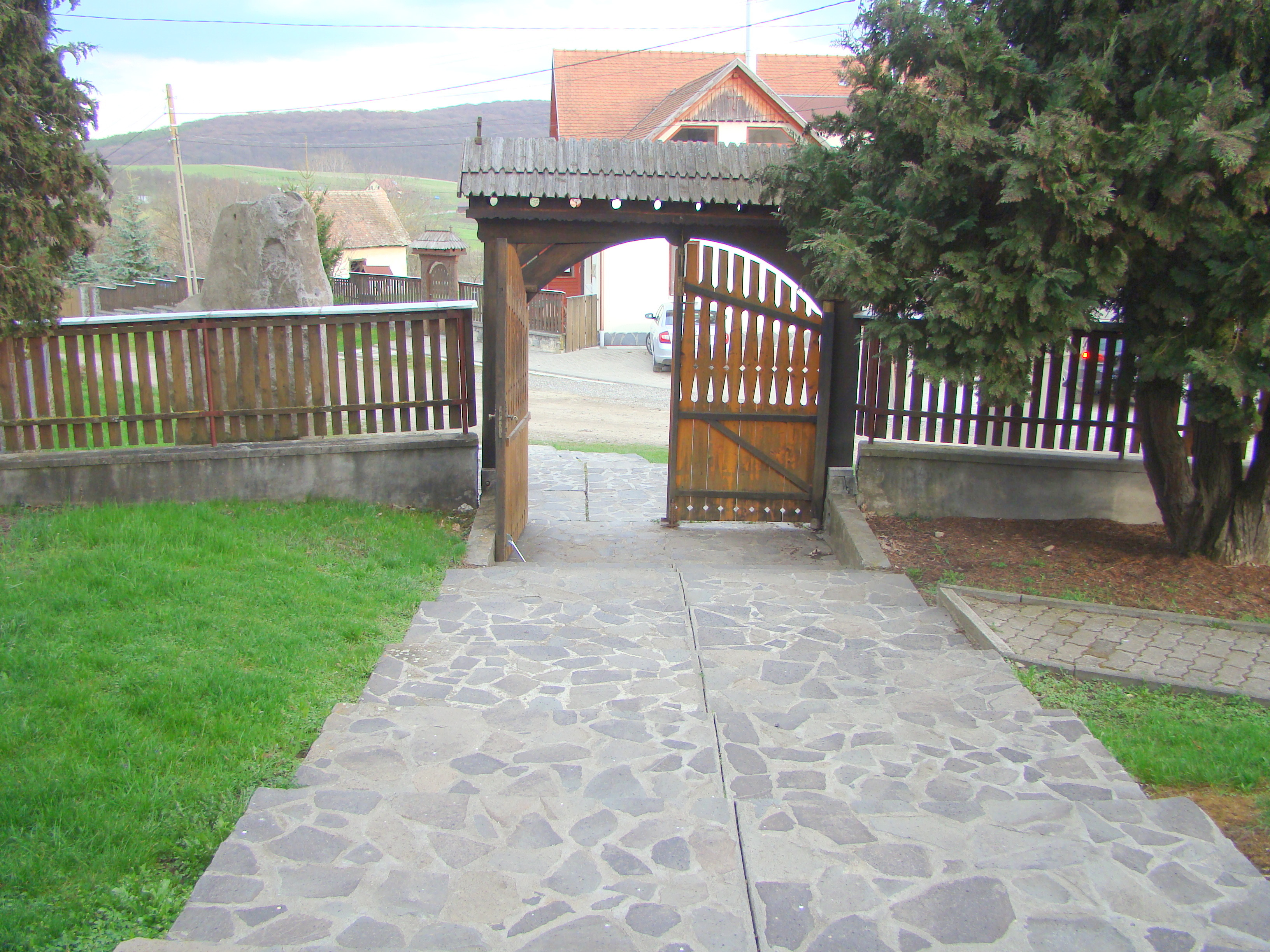